# Gin Drinkers Line
Gin Drinkers Line (kinesisk: 醉酒灣防線) eller Gin Drinker's Line var en britisk militær forsvarslinje mod den japanske invasin af Hong Kong under slaget om Hong Kong i december 1941, som var en del af Stillehavskrigen.
Konceptet stammede fra den Franske Maginot-linjen, som blev ybbet efter 1. verdenskrig. 
Briterne troede, at linjen kunne beskytte kronkolonien mod en japansk invasion i mindst seks måneder og kaldte den endda "Oriental Maginot Line" (kinesisk: 東方馬奇諾防線). De japanske generaler troede også at linjen ville stoppe deres fremrykning indtil spejdere fandt ud af, at linjen var meget svag. F.eks. var der kun 30 soldater til at forsvare en bunker med plads til 120.

## Geografisk placering
Linjens navn var afledt af Gin Drinkers Bay, en tidligere bugt i den nærliggende Kwai Chung, New Territories (som nu er opfyldt og en del af Kwai Fong). Den passerede gennem Kam Shan, Shing Mun Reservoir, Beacon Hill, Lion Rock, and Tate's Cairn og sluttede ved Port Shelter i Sai Kung. Dens samlede længde var 18 km. Nøglepunkterne var strækningen mellem Beacon Hill og Sha Tin Pass samt Shing Mun skansen, som også rummede linjens kommandocentral. 
Linjen gjorde brug af bjergene nord for Kowloon halvøen og var strategisk vigtig ved at forhindre en sydgående invasion fra New Territories.

## Etablering
Konstruktionsperioden varede fra 1936 til 1938. Linjen var ikke en egentlig forsvarslinje, men en række forsvarsstillinger, som var kædet sammen med stier. Bunkers, beton maskingevær poster, skyttegrave og artilleristillinger blev bygget langs linjen, men denne artilleristøtte kan have været utilstrækkelig.

### Shing Mun skansen
Forsvarshovedkvarteret lå ved Shing Mun skansen, som havde betonbunkers og en 240mm svær artillerikanon. Der var 1,5 m dybe forsvarskanaler eller skyttegrave, som var opkaldt efter gader i London såsom Charing Cross, for at de engelske soldater fra Middlesex regimentet skulle føle sig hjemme.

## Under slaget om Hong Kong

### 8. december 1941: første kontakt
Om morgenen den 8. december 1941 bombede japanske styrker Kai Tak Airport og fravristede briterne kontrollen over luftrummet som start på slaget om Hong Kong. Ved middagstid krydsede den japanske fortrop Shenzhenfloden for at invadere New Territories. Den nordlige garnison faldt tilbage til Gin Drinkers Line, mens de ødelagde broer og vejen undervejs for at gøre det vanskeligere for invasionsstyrkerne. Ved solnedgang havde japanerne erobret Tai Po.
Gin Drinkers Line var kun bemandet med tre britiske bataljoner – 2. bataljon af Royal Scots mod vest, 2. bataljon af 14. Punjab regimentet i centrum og en bataljon af Rajput regimentet mod øst. Man håbede, at de kunne holde ud i mindst tre uger og tilføje japanerne nogle tab.

### 9. december: Japansk snigangreb
Den 9. december var fremskudte japanske spejdere fra 228. regiment på vej mod Tai Mo Shan, og opdagede at det britiske forsvar var svagt ved "225 High Ground" nær Shing Mun skansen og Shing Mun reservoiret. Det højtliggende terræn betød dominans over alle stillinger i den vestlige del af linjen. Derfor gennemførte japanerne et snigangreb. 
Kl. 21 samme aftgen indledte en løjtnant og 10 elitesoldater et snigangreb. Ingeniørsoldater gennembrød pigtråd og ødelagde bunkers. Klokken 7 om morgenen den 10. december havde de erobret højlandet og taget 27 krigsfanger, hvorved der var åbnet et hul i linjen. Succesen overraskede de japanske ledere, som havde troet, at det ville tage mindst en måned at bryde gennem det britiske forsvar, hvorfor de havde overført flere tropper fra fastlandet for at forøge styrken. De troede også at et for tidligt gennembrud ville betyde at forsyningstropper og artilleri kom til at halte bagefter, men til sidst enedes de om at gennemføre et generalangreb. 

### 10. december: Generalangreb
Japanske styrker indledte et knibtangsangreb mod Gin Drinkers Line. Den følgende dag havde de allerede taget Kam Shan og Tate's Cairn. Generalmajor Christopher Michael Maltby vidste at stillingen ikke kunne holdes, og ved middagstid besluttede han at trække garnisonen tilbage til Hong Kong øen for at bevare styrken, hvilket var tegnet på at linjen var besejret. Forsvarere vest for linjen begyndte at trække sig tilbage mod øen kl. 20. Rajput bataljonen blev tilbage som bagtrop og trak sig først om morgenen den 13. december tilbage mod Devil's Peak og Lei Yue Mun i retning af Hong Kong øen. Dette var også den sidste tilbagetrækning af britiske styrker fra Kowloon halvøen.

## Årsager til faldet
I lighed med Maginot-linjen blev Gin Drinkers Line anset for at være slået fuldstændig fejl. Linjen og hele Kowloon blev opgivet af de britiske tropper efter blot to dage. Der kan angøres tre hovedårsager:
1. Utilstrækkeligt antal tropper: selv om udstyret var i orden, var der ganske enkelt ikke tilstrækkelig mange britiske soldater til at udnytte linjens potentiale. F.eks. kunne skansen have rummet over 120 mand, men havde en garnison på blot 30.
2. Utilstrækkelig træning: hovedparten af garnisonen i Hong Kong stammede fra Indien, Canada og Skotland. De fleste var nye rekrutter uden erfaring og træning.
3. Undervurdering af japanerne: briterne antog, at japanerne ikke førte krig om natten, og sænkede paraderne. De var også overbevist om linjens mulighede.r

## I dag
Det meste af linjen kan ikke spores, men der er stadig nogle rester tilbage ved Shing Mun skansen og bunker ved Lion Rock, Tate's Cairn og Port Shelter.

## Eksterne kilder
- The Defence of Hong Kong – Shing Mun Redoubt and the Gin Drinker's Line; by John Cartwright